# Bache & Co.
Bache & Company, também conhecido como Bache & Co., foi um banco norte-americano sediado em Nova Iorque. Foi originalmente fundado em 1879 como uma corretora e banco de investimento sobre o nome Leopold Cahn & Co.